# Heinrich Knirr

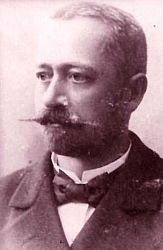
Heinrich Knirr

Heinrich Knirr (* 2. September 1862 in Pantschowa, Kaisertum Österreich, heute Vojvodina, Serbien; † 26. Mai 1944 in Staudach, Bayern)
war ein deutscher Maler. Er wurde vor allem als Landschafts- und Porträtmaler bekannt.

## Leben
Heinrich Knirr war ein Sohn des Pädagogen Josef Knirr. Er besuchte von 1880 bis 1887 die Akademie der bildenden Künste in Wien, studierte unter Christian Griepenkerl und Carl Wurzinger und besuchte die Akademie der bildenden Künste in München und studierte hier unter Gabriel von Hackl und Ludwig Löfftz. 
In München gründete er 1888 eine private Malschule, die europaweit starken Zuspruch hatte. Zu den bekanntesten Schülern gehörten Paul Klee, Rudolf Levy, Ernst Oppler, Emil Orlik, Fabius von Gugel und Carl Strauss. Von 1898 bis 1910 war Heinrich Knirr auch Lehrer an der Münchener Akademie der bildenden Künste. Von 1900 bis 1911 unterrichtete er zudem Fächer wie Aktmalen, Kopfmalen und Komposition an der Damenakademie des Münchner Künstlerinnenvereins.
Ab 1914 zog er sich von seiner Lehrtätigkeit zurück und siedelte nach Starnberg über. Seit 1922 lebte er im oberbayrischen Staudach.
Heinrich Knirr war Mitglied der Münchner und Wiener Secession und des Deutschen Künstlerbundes. Er malte Bildnisse (überwiegend von Kindern), Genrebilder und Blumenstillleben, gelegentlich auch Landschaften. Er war ein Vertreter des gemäßigten Impressionismus.
In der Zeit des Nationalsozialismus war Knirr ein geschätzter Künstler. Bereits auf der ersten Großen Deutschen Kunstausstellung im Münchener Haus der Deutschen Kunst war er mit einem Bildnis Adolf Hitlers vertreten. Insgesamt wurden 14 Objekte auf den NS-Kunstausstellungen dargeboten. Knirr porträtierte auch Hitlers Fahrer Julius Schreck und schuf ein postumes Porträt von Hitlers Mutter Klara. Beide Bilder hängte Hitler in seinem Arbeitszimmer am Berghof auf dem Berchtesgadener Obersalzberg auf. 1942 erhielt Knirr die Goethe-Medaille für Kunst und Wissenschaft.
Der Maler Erwin Knirr (1894–1973) war sein Sohn und Schüler.

## Schüler (Auswahl)
- Hugo Baar
- Paul Basilius Barth
- Giulio Beda
- Erma Bossi[5]
- Max Burgmeister (1881–1947)
- Robert Franz Curry
- Paula Deppe
- Walter Geffcken
- Wladimir Georgijewitsch Bechtejew
- Otto Illies
- Eugen von Kahler
- Berta Kaiser
- Edmund Daniel Kinzinger
- Paul Klee
- Hans Reinhold Lichtenberger
- Anton Lutz
- Wadim Meller
- Carl Montag
- Ernst Morgenthaler
- Otto Nückel
- Emil Orlik
- Hans Purin
- Hans Friedrich Rohner
- Wolf Röhricht
- Gustav Bernhard Rüschhoff
- Walter Schnackenberg
- Wilhelm Scholkmann
- Rudolf Sokol
- Hans Sponnier
- Karl Staudinger
- Hermann Stenner
- Edmund Steppes
- Johanna Oppenheimer
- Josef Paulus
- Numa Donzé

## Ausstellungen
Eine Kollektivausstellung fand 1922 in der Münchener Galerie Heinemann statt. 

## Werke (Auszug)
In öffentlichem Besitz: 
- Familienbild, Ca’ Pesaro - Galleria Internazionale d’Arte Moderna, Venedig
- Bange Stunden, Szépművészeti Múzeum, Budapest
- Adolf Hitler in politischer Uniform, nach Fotografie von Heinrich Hoffmann, 1937, Imperial War Museum, London